# Chamaerhodos erecta
Chamaerhodos erecta är en rosväxtart som först beskrevs av Carl von Linné, och fick sitt nu gällande namn av Aleksandr Andrejevitj Bunge. Chamaerhodos erecta ingår i släktet Chamaerhodos och familjen rosväxter. Utöver nominatformen finns också underarten C. e. nuttallii.